# Wicked Lester
Cet article court présente un sujet plus développé dans : Kiss (groupe américain).
Wicked Lester est un groupe de rock 'n' roll new-yorkais mieux connu comme le groupe précurseur de Kiss. Le groupe se forme en 1970, sous le nom de Rainbow. Deux membres notables sont le bassiste Gene Klein (né Chaim Witz) et le guitariste rythmique Stanley Eisen, qui ont ensuite adopté respectivement les noms de scène Gene Simmons et Paul Stanley. En 1971, le groupe change son nom pour Wicked Lester et enregistre un album pour Epic Records qui n'a jamais été officiellement publié.
Les sessions sont diffusées sous forme de bootleg sous le nom de The Original Wicked Lester Sessions (en). Kiss sort officiellement trois titres de ces sessions sur leur Box Set (2001). La musique de Wicked Lester présente des éléments de rock 'n' roll, de folk rock et de pop. Simmons et Stanley, sentant que le groupe manque d'une vision musicale unificatrice, commencent à former un nouveau groupe à la fin de 1972. Adoptant un son rock plus direct et plus dur et mettant l'accent sur la théâtralité, ils deviennent le groupe Kiss au début de l'année 1973.